# クアテルフェニル
クアテルフェニル（英: Quaterphenyl）は、フェニル基が4つ結合した構造を持つ芳香族炭化水素である。
ビフェニルの2つのベンゼン環に1つずつフェニル基が置換した構造として、パラ (p-quaterphenyl)、メタ (m-quaterphenyl)、オルト (o-quaterphenyl)等、計6種類がある他、1つのベンゼン環に3つのフェニル基が置換した構造として3種類がある。

## PCQ
クアテルフェニルに2つ以上のクロロ基が置換したポリ塩化クアテルフェニル（PCQ, polychlorinated quaterphenyls）は、PCBと同様にライスオイルに混入しカネミ油症の原因となった化学物質である。